# Euphorbia sekukuniensis
Euphorbia sekukuniensis là một loài thực vật thuộc họ Euphorbiaceae. Đây là loài đặc hữu của Nam Phi.

## Hình ảnh

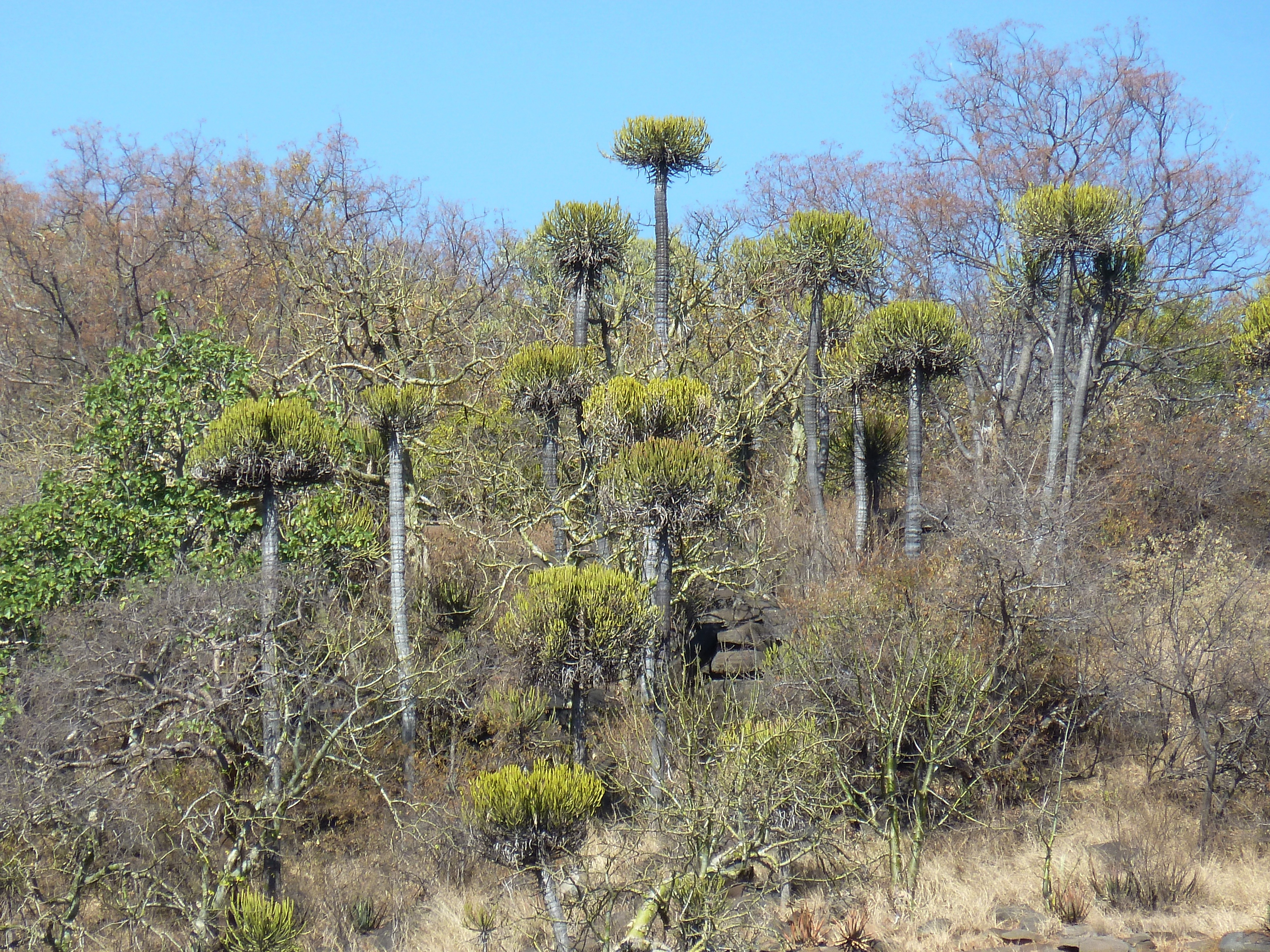
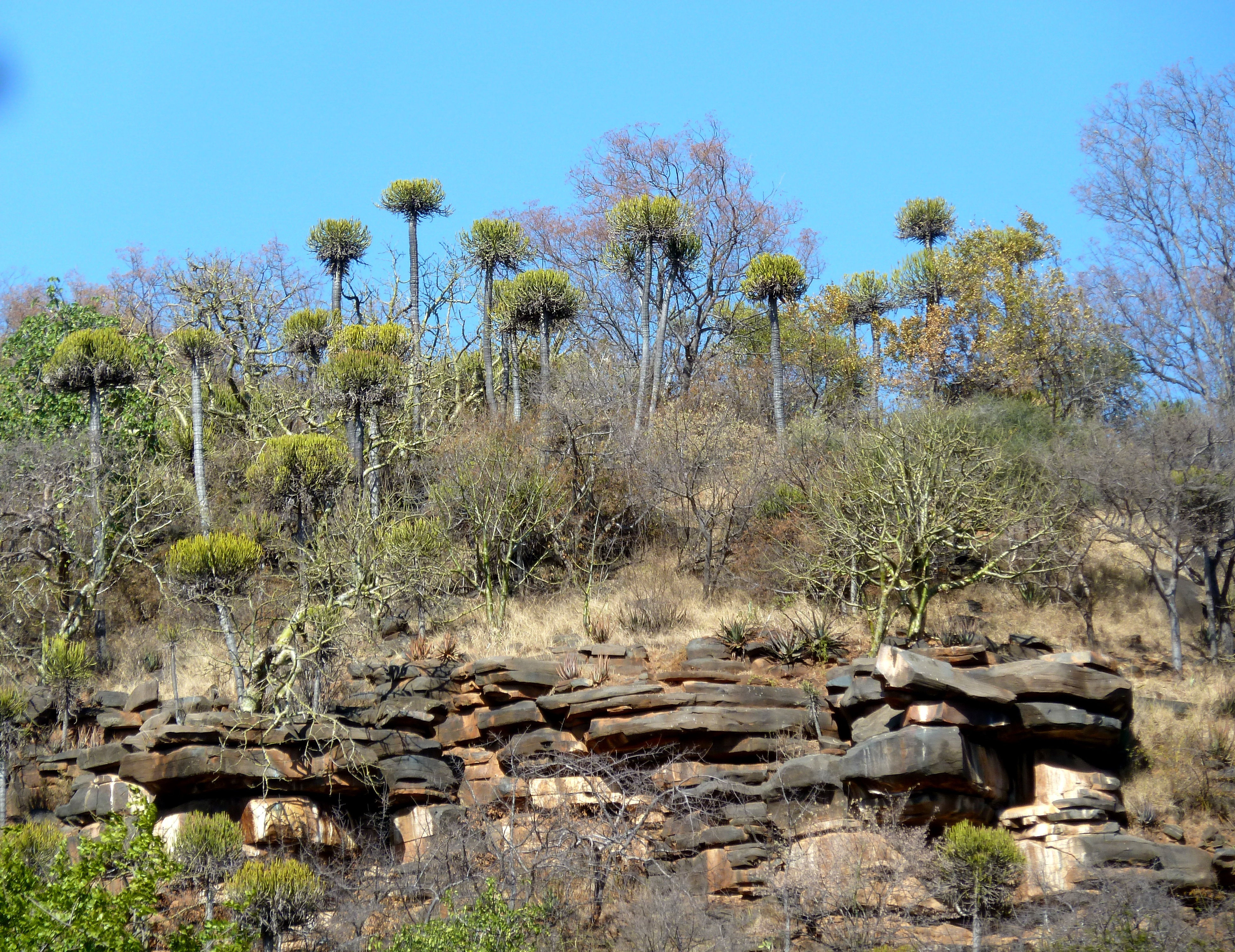
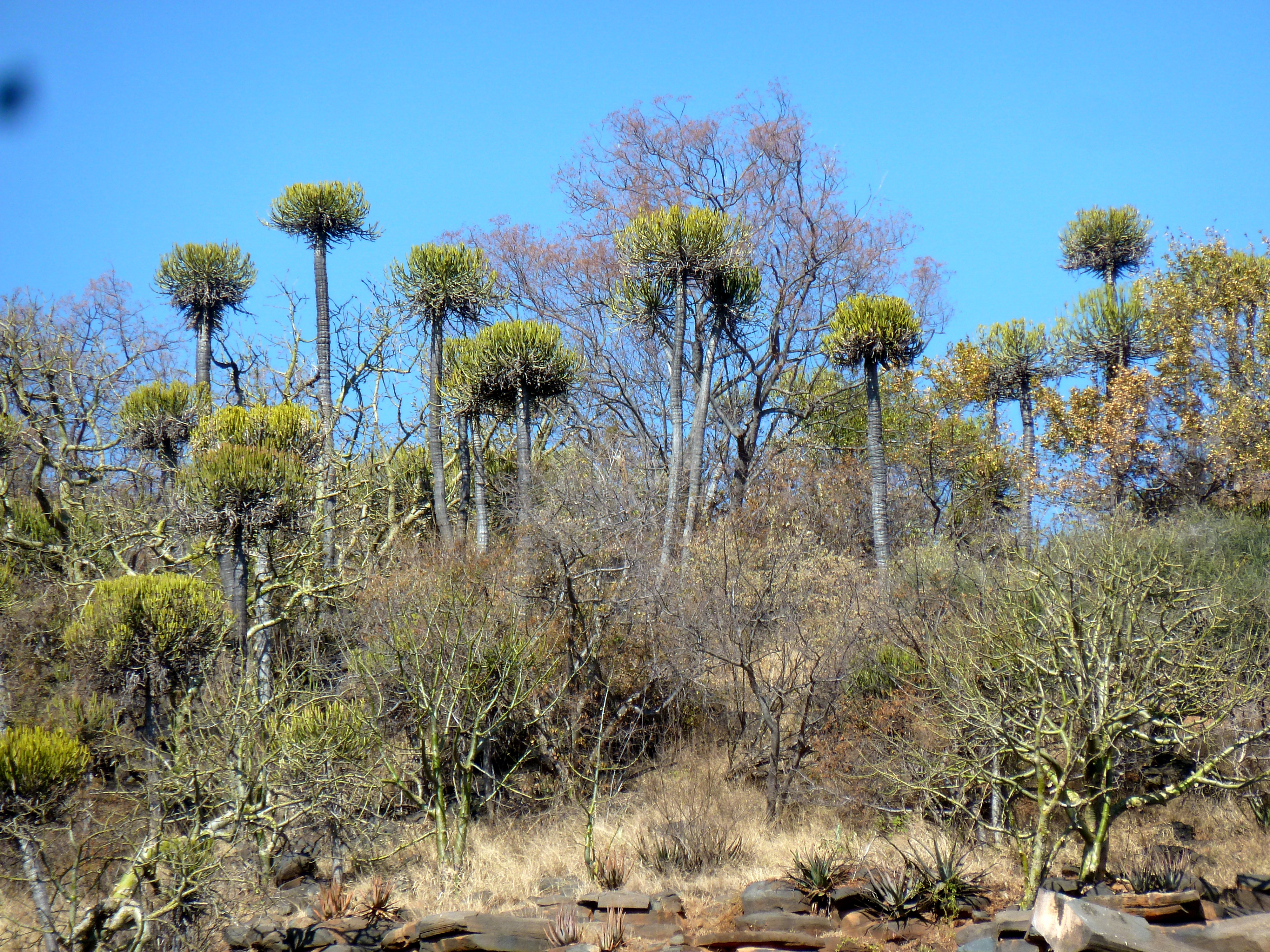
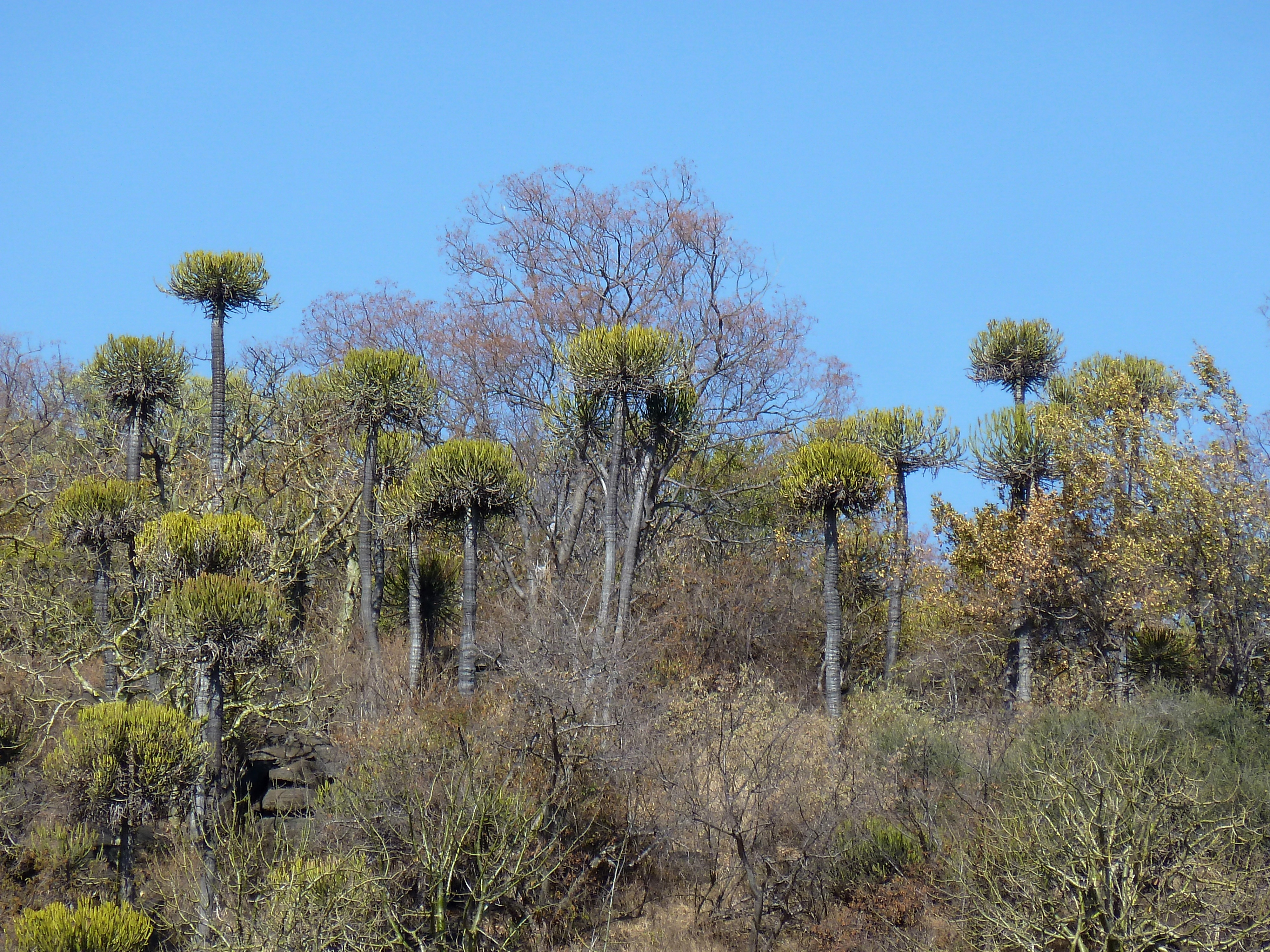